# Calliprason sinclairi
Calliprason sinclairi là một loài bọ cánh cứng trong họ Cerambycidae.